# Magdalena Aicega

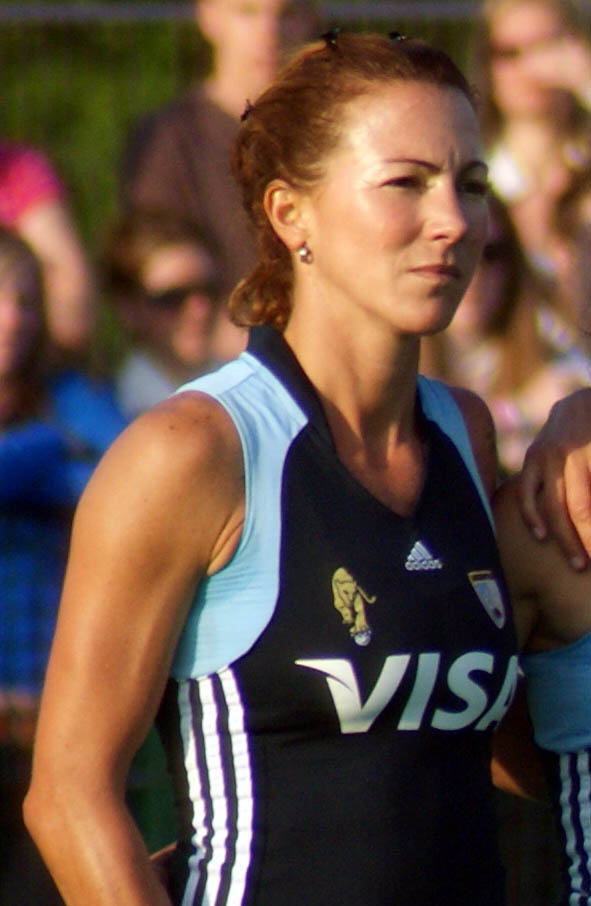
Magdalena Aicega (2008)

Maria Magdalena Aicega Amicarelli (* 1. November 1973 in Buenos Aires) ist eine ehemalige argentinische Feldhockeyspielerin. Sie nahm an den Olympischen Spielen 2000, 2004 und 2008 sowie an vielen Weltmeisterschaften und internationalen Turnieren mit der Nationalmannschaft teil.

## Karriere
Aicega vertrat ihr Land zum ersten Mal bei der Junioren-Weltmeisterschaft 1993 in Barcelona und gewann den Titel mit der Mannschaft. Im folgenden Jahr stand sie bereits in der Nationalmannschaft bei der Weltmeisterschaft in Dublin. 1995 spielte erstmal bei der Champions Trophy in Mar del Plata. Bei den Panamerikanischen Spielen gewann sie die Goldmedaille mit der Mannschaft und konnte den Titelgewinn 1999, 2003 und 2007 wiederholen.
Im Jahr 2000 gewann sie die Silbermedaille bei den Olympischen Spielen in Sydney. Ein Jahr darauf gewann sie die Champions Trophy. Im Jahr 2002 wurde sie Weltmeisterin in Perth, Australien. Aicega ist die argentinische Spielerin, die den Rekord für die meisten Medaillen in der Champions Trophy hält.
2004 gewann sie bei den Olympischen Spielen in Athen die Bronzemedaille. Dies konnte sie bei den Olympischen Spielen 2008 in Peking wiederholen. Sie gewann 2008 die Champions Trophy in Mönchengladbach.
Unter den Auszeichnungen und Anerkennungen sticht 2006 der Olympia Award in Silber heraus. Sie wurde 1999 von der International Hockey Federation für den Titel zur Spielerin des Jahres nominiert. Diesen Preis gewann aber die Australierin Alyson Annan.

## Erfolge
- 2000: Silber bei den Olympischen Spielen in Sydney
- 2004: Bronze bei den Olympischen Spielen in Athen
- 2008: Bronze bei den Olympischen Spielen in Peking
- 2002: Gold bei den Weltmeisterschaften in Perth
- 1997: Silber bei den Weltmeisterschaften in Dublin
- 2006. Bronze bei den Weltmeisterschaften in Madrid
- 2001: Gold bei der Champions Trophy in Amstelveen
- 2008: Gold bei der Champions Trophy in Mönchengladbach
- 2002: Silber bei der Champions Trophy in Macau
- 2007: Silber bei der Champions Trophy in Quilmes
- 1995: Gold bei den Panamerikanischen Spielen in Mar del Plata
- 1999: Gold bei den Panamerikanischen Spielen in Winnipeg
- 2002: Gold bei den Panamerikanischen Spielen in Santo Domingo
- 2007: Gold bei den Panamerikanischen Spielen in Rio de Janeiro
- 1995: Gold beim Panamerika Cup in Kingston
- 1993: Gold bei der Junioren-WM in Barcelona

## Auszeichnungen
- 1998 Silver Olympia Award
- 2000 Olympia Preis in Gold
- 2000 Konex-Preis[1]
- 2001 Silver Olympia Award
- 2005 Jorge Newbery de Plata
- 2006 Mitglied World Star Team
- 2006 Clarin Award für Hockey Lawn Consecration
- 2006 Silber Olympia Award
- 2007 All-Star Team der International Hockey Federation

## Einzelnachweis
1. ↑  Konex Preis für Magdalena Aicega. In: www.fundaciokonex.org. Abgerufen am 8. Juli 2020 (spanisch).

| Personendaten    | Personendaten                                           |
| ---------------- | ------------------------------------------------------- |
| NAME             | Aicega, Magdalena                                       |
| ALTERNATIVNAMEN  | Aicega Amicarelli, Maria Magdalena (vollständiger Name) |
| KURZBESCHREIBUNG | argentinische Hockeyspielerin                           |
| GEBURTSDATUM     | 1. November 1973                                        |
| GEBURTSORT       | Buenos Aires                                            |